# Kraftwerk Weisweiler
Das Kraftwerk Weisweiler ist ein Kohlekraftwerk der RWE Power AG in Eschweiler-Weisweiler. Es wird mit Braunkohle befeuert, die vom Betreiber im Tagebau Inden abgebaut wird, und dient der Grundlast. Über die Jahre 2012 bis 2014 gemittelt, erzeugte das Kraftwerk im Jahresschnitt 15,3 TWh Strom, wofür jeweils gemittelt 18,4 Mio. Tonnen Braunkohle verfeuert wurden. Die geplante Abschaltung erfolgt blockweise von 2012 bis 2029.

## Technik und Geschichte
Am 13. Mai 1913 wurde die Kraftwerk AG Köln gegründet, die das erste Kraftwerk Zukunft in Weisweiler baute. Am 1. Juli 1914 nahm der erste Bauabschnitt den Probebetrieb mit einer Leistung von 12 MW auf. Die regelmäßige Stromlieferung erfolgte ab 1. September des gleichen Jahres. Verstromt wurde Braunkohle aus dem Tagebau Zukunft.
Im Jahr 1937 wurde der 168 m hohe Kraftwerkschornstein Der lange Heinrich gebaut. Er entwickelte sich zu einem der Wahrzeichen Weisweilers. Nach der Stilllegung während des Zweiten Weltkrieges wurden die Arbeiten am 1. Juli 1947 wieder aufgenommen. Am 25. März 1975 wurde das RWE-Kraftwerk II stillgelegt und das Kraftwerk I ausgebaut. Am 28. Juni 1978 wurde der Lange Heinrich gesprengt.
Die bis Stand 2015 in Betrieb befindlichen vier Braunkohleblöcke haben zusammen eine maximale Nettoleistung von ca. 1.913 MW. Diese Blöcke, jeweils zwei mit einer Leistung von 321 MW (Blöcke E und F) und 635 MW (Blöcke G und H) entstanden zwischen 1955 und 1975. Im Jahr 2006 gingen zusätzlich zwei erdgasgefeuerte Vorschaltgasturbinen (VGT) für die Blöcke G und H in Betrieb, welche deren Leistung um je 82 MW steigerten und selbst eine Leistung von je 190 MW besitzen. Die Gasturbinen wurden 2013 aufgrund geänderter Erlössituation dauerkonserviert, aus dem aktiven Betrieb genommen und Ende 2017 wieder in Betrieb genommen.
Die erste Braunkohle aus dem Tagebau Inden wurde am 8. Dezember 1982 verstromt. In der zweiten Hälfte der 1980er Jahre wurden alle Blöcke mit Rauchgasentschwefelungsanlagen ausgestattet und ihre Kessel mit dem Ziel der Entstickung umgebaut. Seit den 1990er Jahren wurde das Kraftwerk durch weitere Maßnahmen wirtschaftlicher und umweltverträglicher gemacht: Der Wirkungsgrad der Turbinen wurde verbessert, Fernwärme ausgekoppelt und der durch die Entschwefelung entstehende Gips aufgewertet.
Es wird weniger Kalkwasser benötigt, um den Schwefel zu binden, da in der Indener Kohle weniger Schwefel enthalten ist als in den anderen Kohlen der Umgebung.
In den Jahren 1995 bis 1997 wurde am Standort eine Müllverbrennungsanlage errichtet (im Luftbild das blaue Gebäude links unten). Am 17. Februar 2003 wurde dort der erste Müll aus dem Kreis Düren verbrannt. Die Anlage gehört nicht zu RWE.
Am 15. November 2017 wurde das Kraftwerk von Umweltaktivisten blockiert und musste heruntergefahren werden. RWE verklagte sechs Aktivisten auf zwei Millionen Euro Schadenersatz.

### Kraftwerksblöcke
Das Kraftwerk bestand ursprünglich aus acht Blöcken (2 × 100 MW, 2 × 150 MW, 2 × 300 MW und 2 × 600 MW nominal), die zwischen 1954 und 1975 errichtet wurden, mit einer Bruttoleistung von ca. 2.458 MW. Durch Stilllegungen und Erneuerungen sind heute nur noch die vier leistungsstärksten Blöcke in Betrieb; die Vorschaltgasturbinen sind zunächst bis 2019 konserviert und waren eine Kaltreserve.
| Block                     | A                           | B                           | C                           | D                           | E                           | F                                | G                                | H                                | VGT G                      | VGT H                      |
| ------------------------- | --------------------------- | --------------------------- | --------------------------- | --------------------------- | --------------------------- | -------------------------------- | -------------------------------- | -------------------------------- | -------------------------- | -------------------------- |
| Nettoleistung             | 90 MWel                     | 90 MWel                     | 123 MWel                    | 135 MWel                    | 321 MWel                    | 321 MWel                         | 663 MWel                         | 656 MWel                         | 272 MWel                   | 272 MWel                   |
| Inbetriebnahme            | 1955                        | 1955                        | 1955                        | 1959                        | 1965                        | 1967                             | 1974                             | 1975                             | 2006                       | 2006                       |
| Stilllegung               | 1993                        | 1993                        | 2012                        | 2012                        | 31. Dezember 2021           | 1. Januar 2025                   | 1. April 2028 (geplant)          | 1. April 2029 (geplant)          | -                          | -                          |
| Netzbetreiber             |                             |                             | Amprion                     | Amprion                     | Westnetz                    | Amprion                          | Amprion                          | Amprion                          | Westnetz                   | Westnetz                   |
| Wirkungsgrad (elektrisch) | 28 %                        | 28 %                        | 31 %                        | 31 %                        | 33 %                        | 33 %                             | 36 % (40 % mit VGT)              | 36 % (40 % mit VGT)              | 50 % (Erdgas)              | 50 % (Erdgas)              |
| spez. Kohleverbrauch      | 1,45 kg/kWh                 | 1,45 kg/kWh                 | 1,3 kg/kWh                  | 1,3 kg/kWh                  | 1,2 kg/kWh                  | 1,2 kg/kWh                       | 1,15 kg/kWh                      | 1,15 kg/kWh                      | --                         | --                         |
| Kamin (Höhe)              | 1 × 100 m                   | 1 × 100 m                   | 2 × 100 m                   | 2 × 100 m                   | 2 × 130 m                   | 2 × 130 m                        | 2 × 160 m                        | 2 × 160 m                        | über die Nachschaltanlagen | über die Nachschaltanlagen |
| Kühlturm (Höhe)           | 4 × 40 m (Ventilatorkühler) | 4 × 40 m (Ventilatorkühler) | 4 × 40 m (Ventilatorkühler) | 4 × 40 m (Ventilatorkühler) | 3 × 50 m (Ventilatorkühler) | 1 × 106 m (Naturzug-Naßkühlturm) | 2 × 128 m (Naturzug-Naßkühlturm) | 2 × 128 m (Naturzug-Naßkühlturm) | über die Nachschaltanlagen | über die Nachschaltanlagen |

Legende: () = Block nicht mehr in Betrieb, VGT = Vorschaltgasturbine mit Einbindung zur zweistufigen Speisewasservorwärmung in die jeweiligen Blöcke. Die Nettoleistung je GT beträgt 190 MW und zusätzlich 82 MW über die Dampfturbinen in den Braunkohleblöcken, durch Einsparung von Anzapfdampf für die bisherige Vorwärmanlage.
Blocke F speiste und Block G speist den jeweils erzeugten Strom über die Schaltanlage Oberzier auf der 380-kV-Höchstspannungsebene in das Stromnetz des Übertragungsnetzbetreibers Amprion ein. Block E speiste und die Vorschaltgasturbinen der Blöcke G und H speisen ihren Strom an der Schaltanlage Zukunft auf der 110-kV-Hochspannungsebene in das Stromnetz der Westnetz ein.
Die Blöcke C und D wurden Ende 2012 stillgelegt, Block E am 31. Dezember 2021 und Block F am 1. Januar 2025.
Der Ausstieg aus der Kohleverstromung in Deutschland verlangt die Abschaltung der Kraftwerksblöcke G und H (1. April 2028 bzw. 1. April 2029 mit Wahlrecht).

### Wasserstofffähiges Gaskraftwerk
RWE plant, am Standort Weisweiler ein GUD mit einer Leistung von 800 MW zu errichten, das von Beginn an mit bis zu 50 % Wasserstoff betrieben werden kann. Die Inbetriebnahme ist für spätestens 2030 geplant. Ab 2035 soll das Kraftwerk mit bis zu 100 % Wasserstoff betrieben werden können.

### Legionellenbelastung
Von August bis Oktober 2014 gab es im Kreis Düren rund 70 Erkrankungs- und Verdachtsfälle von Legionellose mit einem Todesfall. Es wurde untersucht, ob die Erkrankungen durch das Kraftwerk verursacht werden. Eine Kühlwasserprobe von Block F wies bis zu 61.500 KBE pro 100 ml Wasser auf (der Richtwert liegt bei 1.000 KBE Legionellen). Das Landesumweltministerium ordnete daraufhin eine landesweite Überprüfung aller Kühltürme an und brachte im Oktober über den Bundesrat eine Gesetzesinitiative ein, dass Kühlanlagen regelmäßig auf Legionellen untersucht werden müssen. Der Betreiber RWE und die Bezirksregierung Köln wurden zwischenzeitlich vom Landesumweltministerium angewiesen, die Legionellen-Belastungen im Kraftwerk zu reduzieren. Der am stärksten kontaminierte Block F (300 MW) wurde noch im September vorübergehend vom Netz genommen. Die Bezirksregierung Köln forderte RWE am 28. Oktober zu einer Desinfektion auf, da die Verkeimung mit 25.000 KBE Legionellen je 100 mL das Scheitern der bisherigen Maßnahmen belegte. Ende November 2014 wurde im Kühlsystem eine Belastung von 275.000 Legionellen-Kolonien pro 100 Milliliter nachgewiesen, ein deutlich höherer Wert als im Oktober 2014. Die danach durchgeführte chemische Reinigung des Kühlturms war offenbar wirkungslos.
Das LANUV verbot daraufhin das Wiederhochfahren des am 28. November abgeschalteten Blocks F. Nach der Vorlage eines kurzfristigen Maßnahmenkonzepts zum Erreichen einer Belastung unter 50.000 KBE und langfristig 10.000 KBE wurde das Verbot aufgehoben und der Block am 15. Dezember wieder hochgefahren.

## Emission von Schadstoffen und Treibhausgasen
Kraftwerkskritiker bemängeln am Kraftwerk Weisweiler die hohen Emissionen an Stickstoffoxiden, Schwefeloxiden, Quecksilber und Feinstaub, der Krebs erzeugende Substanzen (Blei, Cadmium, Nickel, PAK, Dioxine und Furane) enthalten kann. Eine von Greenpeace bei der Universität Stuttgart in Auftrag gegebene Studie kommt 2013 zu dem Ergebnis, dass die 2010 vom Kraftwerk Weisweiler ausgestoßenen Feinstäube und die aus Schwefeldioxid-, Stickoxid- und NMVOC-Emissionen gebildeten sekundären Feinstäube statistisch zu 1.844 verlorenen Lebensjahren führen. Auf der Liste der „gesundheitsschädlichsten Kohlekraftwerke Deutschlands“ rangiert das Kraftwerk Weisweiler daher auf Platz 4.
Außerdem stehen angesichts des Klimawandels die CO2-Emissionen in der Kritik. Braunkohlekraftwerke weisen die höchsten Kohlendioxidemissionen pro erzeugter Kilowattstunde auf, weswegen Umwelt- und Klimaschützer sie als besonders ineffizient und klimaschädlich kritisieren. Auf der im Jahr 2007 vom WWF herausgegebenen Liste der klimaschädlichsten Kraftwerke in der EU rangierte das Kraftwerk Weisweiler im Jahr 2006 auf Rang 6 in Europa und auf Rang 4 in Deutschland (1180 g CO2 pro Kilowattstunde), nach den Kraftwerken Niederaußem, Jänschwalde und Frimmersdorf. In absoluten Zahlen hatte das Kraftwerk Weisweiler im Jahre 2006 den sechsthöchsten Kohlendioxid-Ausstoß in Europa, nach dem Kraftwerk Bełchatów (Polen), den drei genannten Kraftwerken in Deutschland und dem Kraftwerk Drax in England. Im Jahr 2007 war der Kohlendioxidausstoß des Kraftwerks Weisweiler laut BUND der dritthöchste der Kraftwerke in Deutschland. 2013 war der Kohlendioxidausstoß pro MW der höchste in Europa.
Das Kraftwerk Weisweiler meldete folgende Emissionen im europäischen Schadstoffregister „PRTR“:
| Luftschadstoff                           | 2007              | 2008              | 2009              | 2010              | 2011              | 2012              | 2013              | 2014              | 2015              | 2016              | 2017              | 2018              | 2019              |
| ---------------------------------------- | ----------------- | ----------------- | ----------------- | ----------------- | ----------------- | ----------------- | ----------------- | ----------------- | ----------------- | ----------------- | ----------------- | ----------------- | ----------------- |
| Kohlendioxid (CO2)                       | 19.900.000.000 kg | 21.600.000.000 kg | 19.200.000.000 kg | 19.900.000.000 kg | 19.300.000.000 kg | 20.200.000.000 kg | 18.800.000.000 kg | 18.800.000.000 kg | 18.300.000.000 kg | 18.900.000.000 kg | 19.100.000.000 kg | 16.900.000.000 kg | 13.400.000.000 kg |
| Stickstoffoxide (NOx/NO2)                | 13.000.000 kg     | 13.400.000 kg     | 12.300.000 kg     | 12.700.000 kg     | 12.100.000 kg     | 13.400.000 kg     | 12.700.000 kg     | 11.600.000 kg     | 12.600.000 kg     | 12.700.000 kg     | 13.000.000 kg     | 11.500.000 kg     | 8.750.000 kg      |
| Kohlenmonoxid (CO)                       | 9.990.000 kg      | 10.100.000 kg     | 8.780.000 kg      | 9.920.000 kg      | 9.250.000 kg      | 9.830.000 kg      | 9.200.000 kg      | 7.410.000 kg      | 8.190.000 kg      | 9.130.000 kg      | 9.760.000 kg      | 8.610.000 kg      | 6.150.000 kg      |
| Schwefeldioxide (als SOx/SO2)            | 3.760.000 kg      | 3.940.000 kg      | 3.360.000 kg      | 3.060.000 kg      | 3.570.000 kg      | 4.630.000 kg      | 5.390.000 kg      | 4.050.000 kg      | 4.130.000 kg      | 3.100.000 kg      | 3.410.000 kg      | 2.690.000 kg      | 1.660.000 kg      |
| Feinstaub (PM10)                         | 735.000 kg        | 516.000 kg        | 396.000 kg        | 456.000 kg        | 404.000 kg        | 391.000 kg        | 277.000 kg        | 229.000 kg        | 235.000 kg        | 325.000 kg        | 309.000 kg        | 275.000 kg        | 214.000 kg        |
| Anorganische Chlorverbindungen (als HCl) | 95.200 kg         | 125.000 kg        | 85.700 kg         | 42.900 kg         | 54.800 kg         | 104.000 kg        | 60.700 kg         | 52.700 kg         | 62.100 kg         | 68.700 kg         | 89.800 kg         | 52.300 kg         | 27.400 kg         |
| Anorganische Fluorverbindungen (als HF)  | 6.400 kg          | –                 | –                 | –                 | –                 | 8.360 kg          | 14.000 kg         | 5.190 kg          | 14.500 kg         | 13.000 kg         | 12.500 kg         | 8.050 kg          | -                 |
| Quecksilber und Verbindungen (als Hg)    | 439 kg            | 412 kg            | 276 kg            | 271 kg            | 363 kg            | 299 kg            | 227 kg            | 232 kg            | 176 kg            | 271 kg            | 226 kg            | 266 kg            | 200 kg            |
| Zink und Verbindungen (als Zn)           | 284 kg            | 299 kg            | 271 kg            | 281 kg            | 273 kg            | 290 kg            | 269 kg            | 244 kg            | 262 kg            | 270 kg            | 274 kg            | 241 kg            | -                 |
| Kupfer und Verbindungen (als Cu)         | 122 kg            | 484 kg            | –                 | 147 kg            | 182 kg            | 244 kg            | –                 | -                 | 160 kg            | 112 kg            | 119 kg            | 256 kg            | 149 kg            |
| Nickel und Verbindungen (als Ni)         | –                 | –                 | –                 | 103 kg            | 108 kg            | –                 | 88 kg             | -                 | 138 kg            | 207 kg            | 101 kg            | 268 kg            | 246 kg            |
| Chrom und Verbindungen (als Cr)          | –                 | –                 | –                 | –                 | –                 | 154 kg            | –                 | -                 | 120 kg            | 141 kg            | 120 kg            | 257 kg            | 158 kg            |
| Arsen und Verbindungen (als As)          | 36,3 kg           | –                 | –                 | 67 kg             | 40 kg             | 38 kg             | –                 | 29 kg             | 67 kg             | 29,7 kg           | 27 kg             | 65,6 kg           | 41,9 kg           |
| Cadmium und Verbindungen (als Cd)        | –                 | 13 kg             | –                 | –                 | 35 kg             | –                 | 23 kg             | 27 kg             | 26 kg             | 39,2 kg           | -                 | -                 | -                 |

Weitere typische Schadstoffemissionen wurden nicht berichtet, da sie im PRTR erst ab einer jährlichen Mindestmenge meldepflichtig sind, z. B. Dioxine und Furane ab 0,0001 kg, Cadmium ab 10 kg, Arsen ab 20 kg, Chrom ab 100 kg, Blei ab 200 kg, Fluor und anorganische Fluorverbindungen ab 5.000 kg, Ammoniak sowie Lachgas (N2O) ab 10.000 kg, flüchtige organische Verbindungen außer Methan (NMVOC) ab 100.000 kg.
Die Europäische Umweltagentur hat die Kosten der Umwelt- und Gesundheitsschäden der 28.000 größten Industrieanlagen in der Europa anhand der im PRTR gemeldeten Emissionsdaten mit den wissenschaftlichen Methoden der Europäischen Kommission abgeschätzt. Danach verursachte das Kraftwerk Weisweiler (dort „Eschweiler“ genannt) 2011 die neunthöchsten Schadenskosten aller europäischen Industrieanlagen.
| Verursacher          | Schadenskosten | Einheit         | Anteil    |
| -------------------- | -------------- | --------------- | --------- |
| Kraftwerk Weisweiler | 824–1135       | Millionen Euro  | 0,7–0,8 % |
| Summe 28.000 Anlagen | 102–169        | Milliarden Euro | 100 %     |